# Pontiac Safari
Als Pontiac Safari werden mehrere Modelle des US-amerikanischen Automobilherstellers Pontiac bezeichnet. Das hier beschriebene gehörte der dortigen full size-Klasse (obere Mittelklasse) an und wurde von 1986 bis 1989 angeboten.
Die Bezeichnung Safari hatte Pontiac bereits seit den 1950er-Jahren für Kombi-Ausführungen seiner Modelle verwendet.
Daneben wurde auch die Pontiac-Version des Chevrolet Astro als Safari verkauft.

## Modellgeschichte
1986 nahm Pontiac die großen, hinterradgetriebenen Modelle der Baureihe Pontiac Parisienne aus dem Programm, bot den Kombi aber unverändert weiterhin unter der Bezeichnung Pontiac Safari an.
Der Safari war das Parallelmodell von Chevrolet Caprice Kombi, Buick Electra Estate Wagon und Oldsmobile Custom Cruiser.
Den Kombi gab es in einer einzigen Modellversion mit Fünfliter-V8 und Viergangautomatik bis Sommer 1989.
In drei Jahren wurden 23.478 Stück im kanadischen Werk Oshawa gefertigt.